# Elizabeth Peytonová
Elizabeth Joy Peytonová (* 1965, Danbury, Connecicut) je americká umělkyně, která se věnuje malbě, kresbě, grafice a fotografii. Je známá svými maloformátovými portréty celebrit, přátel a historických osobností.

## Život
Narodila se v Danbury v Connecticutu v roce 1965 jako nejmladší z pěti dětí. Rodiče provozovali obchod se svíčkami, oba byli amatérskými malíři. Kreslit a malovat začala již v útlém věku. Kvůli vrozené vadě pravé ruky se naučila používat levou ruku.  V letech 1984–1987 studovala výtvarné umění na School of Visual Arts v New Yorku. 
V roce 1991 se ve věku 25 let po velmi krátké známosti provdala za thajského umělce Rirkrita Tiravaniju a manželi zůstali téměř 15 let. 
Žila střídavě s muži i ženami, kurátorkou Pati Hertlingovou nebo malířem Tony Justem.  Její partnerkou byla několik let švédská umělkyně Klara Lidénová, kterou zobrazila na řadě portrétů. Peytonová má řadu přátel ze světa umění a módy (výtvarník TJ Wilcox, módní návrháři Marc Jacobs, Dries Van Noten, spisovatel a kritik Calvin Tompkins). Během své kariéry žila a cestovala po celém světě. V letech 2015–2016 byla profesorkou malby na Umělecké akademii v Düsseldorfu.  V současnosti žije a pracuje v New Yorku, West Village.
Svou první samostatnou výstavu měla v roce 1987 v Althea Viafora Gallery v New Yorku. Na počátku 90. let 20. století se seznámila s obchodníkem s uměním Gavinem Brownem, což mělo důležitý vliv na její další kariéru. Společně uspořádali několik samostatných výstav na netradičních místech, jako je toaleta v Novecentu, bývalé kavárně v centru New Yorku (1992), v pokoji 828 v hotelu Chelsea, New York (1993) a v Prince Albert Pub v Londýně (1995). Samostatná výstava v roce 1995 v podniku Gavina Browna byla založena na portrétech popových a rockových hvězd a obsahovala i několik snímků nedávno zesnulého zpěváka Kurta Cobaina. Setkala se s rozporuplnými recenzemi, někteří kritici ji odmítali považovat za seriózní umělkyni kvůli zaměření na portrétování celebrit. 
Následně byla její práce uvedena na výstavě  Projekty 60 v Muzeu moderního umění v roce 1997 společně s Johnem Currinem a Lucem Tuymansem. Přístup kritiků k její tvorbě se vyvíjel v souvislosti se změnou stylu a postupně dosáhla širokého uznání. Kromě maleb a kreseb začala Peytonová vytvářet tisky a používat nové materiály, jako jsou ruční papíry a různé barevné inkousty. V roce 2004 byla řada portrétů vybrána pro Whitney Biennial a její autoportrét se objevil na výstavním plakátu. V roce 2006 byla časopisem New York jmenována jednou ze 100 nejvlivnějších Newyorčanů.  V roce 2008 uspořádalo New Museum of Contemporary Art v New Yorku retrospektivu Live Forever , která putovala do Walker Art Center v Minneapolis, Whitechapel Gallery v Londýně a Bonnefantenmuseum v Maastrichtu. V roce 2017 tokijské Hara Museum of Contemporary Art představilo  dílo Elizabeth Peytonové poprvé v Japonsku na výstavě Elizabeth Peyton: Still Life. Mezi další samostatné výstavy patří: Staatliche Kunsthalle Baden-Baden (2013); Galerie Met, New York (2011, 2014 a 2016); a Irské muzeum moderního umění v Dublinu (2009). Velká retrospektivní výstava s názvem  Aire and Angels byla k vidění v londýnské National Portrait Gallery (2019) a ve středisku současného umění UCCA v Pekingu (2020).  V roce 2022 bylo její dílo zařazeno na výstavu Women Painting Women v Muzeu moderního umění ve Fort Worth. V roce 2023 byla v galerii Davida Zwirnera v Londýně představena samostatná výstava Elizabeth Peytonové s názvem Angel. Na výstavách často kombinuje různá média: kresby, malby, fotografie, videa.
Díla Elizabeth Peytonové jsou ve sbírkách předních veřejných institucí: Muzeum moderního umění v New Yorku, Solomon R. Guggenheim Museum v New Yorku, Centre Pompidou v Paříži, Sanfranciské muzeum moderního umění, Kunstmuseum Wolfsburg, Walker Art Center, v Minneapolis, Losangeleské muzeum umění, Tate Modern v Londýně, Whitney Museum of American Art v New Yorku, Carnegie Museum of Art v Pittsburghu, Museum Gegenwart v Basileji, Museum of Fine Arts v Bostonu a další.
V roce 2021 se portrét Davida Bowieho od Elizabeth Peytonové prodal v aukci za 2,1 milionu dolarů.

## Dílo
Oproti dobovým trendům zaměřeným na instalace a abstrakci se od samého začátku soustředila na portrétní a figurativní tvorbu. Už na škole kreslila portréty historických osobností (Napoleon) nebo hrdinů klasických románů, napři. Lucien de Rubempré z Balzacovy Lidské komedie. Četba, divadlo a hudba jsou důležitými inspiračními zdroji její tvorby. Obdivovala malíře Delacroixe, van Dycka, Maneta, Sargenta, Gustava Moreaua. Její práce zahrnují i verze některých obrazů. Obraz Dvě ženy (Po Courbetovi) z roku 2015 se například vztahuje ke Courbetovu dílu Le sommeil (Spánek, 1866), které zobrazuje dvě nahé ženy v intimním objetí na posteli.
Náměty jejích portrétů jsou rozmanité, od těch, kteří jsou jí osobně nejblíže, až po slavné osobnosti, jako jsou princezna Diana, Kurt Cobain, David Bowie, Liam Gallagher, Leonardo di Caprio a Nicole Kidmanová nebo historické postavy, především Napoleon nebo Ludvík II. Bavorský. Peytonová využívá široké spektrum zdrojových materiálů, jako jsou filmové fotografie, fotografie z tištěných médií a ikonická umělecká díla. Nikdy nemaluje podle živého modelu nebo aktů v ateliéru. Některé portréty byly načrtnuty tužkou nebo uhlem, jiné namalovány tenkým akvarelem nebo pastelovými olejovými barvami na desce. Tak namalovala například Ludvíka II. v roce 1994.  Ať už jsou to lidé z jejího prostředí nebo postavy z historie, literatury, hudby nebo filmu, dokáže vyjádřit psychické a emocionální hloubky lidí, které maluje. Její maloformátové portréty s protáhlými, androgynními postavami tvořené rychlými, ostrými tahy s citem pro barvy vykazují velkou malířskou zručnost.
Od začátku 21. století rozšířila svůj žánr o krajiny a zátiší. Vznikly portréty v kompozicích s květinami, sochami a dalšími motivy: Balzac a Růže (2008), Flaubert a Madame Bovary (Sloni) (2008) Justin Bieber a šedé růže (2010), Květiny, Lichtenstein, Parsifal (2011), Berlín, Hyacint a Černá čajová konvice (2014), Carte d’embarquement (Flowers, 2016). Vytvořila také několik obrazů s městskými scenériemi New Yorku.
Kromě malby se věnuje i grafice, tisky, monotypy a lepty, dřevoryty a linoryty.

### Vybraná díla
- 1991 Napoleon – kresba uhlem na papíře, pro kterou byl inspirací portrét mladého Napoleona od Antoina-Jeana Grose na obálce životopisné knihy. Později vznikly další Napoleonovy portréty podle jiných zdrojů
- 1997–1998 David Hockney, 32 let – olej na dřevěné desce, glazovaný povrch mu dodává zářivý vzhled. Oba umělci se nikdy nesetkali, ale Peytonová vytvořila několik portrétů tohoto mezinárodně uznávaného malíře

- 2003 Marc (duben) – barevná tužka na papíře, portrét mladého módního návrháře Marca Jacobse stylově připomíná módní ilustraci. Je jedním z mnoha, které demonstrují vzájemný obdiv a náklonnost mezi Peytonovou a jejími přáteli.
- 2007 Pati a květiny – olej na překližce, portrét její přítelkyně Pati Hertlingové s kyticí rudých květů v popředí je příkladem spojení žánrů portrétu a zátiší.
- 2016 Ludvík XIV. a jeho dvořané 1673 – olej na překližce, portrét krále obklopeného dvořany vybízí ke srovnání s moderní celebritou. Obraz je inspirován dalšími vyobrazeními Ludvíka XIV., jak historickými malbami, tak současnými reprodukcemi a především jeho bustou od Gian Lorenza Berniniho
- 2017 Angela – olej na překližce, portrét německé kancléřky Angely Merkelové vytvořila Peytonová na objednávku magazínu Vogue podle fotografií. Vyjadřuje lidskost a pokoru jedné z nejmocnějších žen světa.

Stále mě obviňují, že jsem malířem celebrit. Baví mě dělat obrázky umělců, jejichž práce mě inspirují.
Elizabeth Peytonová

### V tomto článku byl použitpřekladtextu z článkuElizabeth Peytonna anglické Wikipedii.
1. 1 2 3  GROSENICKOVÁ, Uta. Ženy v umění. 20. a 21. století. Praha: Slovart, 2004. ISBN 80-7209-626-5. S. 152–155.
2. 1 2 3 4   Elizabeth Peyton. thegentlewoman.co.uk [online]. [cit. 2024-06-01]. Dostupné online. (anglicky)
3. 1 2 3 4 5   Elizabeth Peyton Paintings, Bio, Ideas. The Art Story [online]. [cit. 2024-06-02]. Dostupné online.
4. ↑   History - Kunstakademie Düsseldorf. www.kunstakademie-duesseldorf.de [online]. [cit. 2024-06-03]. Dostupné online. (anglicky)
5. ↑   www.artnet.com [online]. [cit. 2024-06-01]. Dostupné online.
6. 1 2   Elizabeth Peyton - Biography, Shows, Articles & More. Artsy [online]. [cit. 2024-06-01]. Dostupné online. (anglicky)
7. ↑   Elizabeth Peyton. Thaddaeus Ropac [online]. [cit. 2024-06-01]. Dostupné online. (anglicky)